# Alphecca
Alphecca (Alfa Coronae Borealis, α CrB) – najjaśniejsza gwiazda konstelacji Korony Północnej, odległa od Słońca o około 75 lat świetlnych.

## Nazwa

Położenie w gwiazdozbiorze

Tradycyjna nazwa gwiazdy, Alphecca, wywodzi się od arabskiego ‏ناير الفكة‎ Al Nāʽir al Fakkah, oznaczającego „jasną [gwiazdę] naczynia”, bądź „pękniętego pierścienia”. Inna nazwa tej gwiazdy, Gemma, oznacza „klejnot” i odnosi się do centralnego położenia tej jasnej gwiazdy w koronie. Jeszcze inna nazwa, Gnosia (Stella Coronae), występuje w „Georgikach” Wergiliusza. Międzynarodowa Unia Astronomiczna w 2016 roku formalnie zatwierdziła nazwę Alphecca dla określenia tej gwiazdy.

## Właściwości fizyczne
Alphecca to biała gwiazda ciągu głównego (choć klasyfikowana także jako podolbrzym). Należy do typu widmowego A1.
Jest to gwiazda podwójna, zmienna zaćmieniowa podobna do Algola (Beta Persei). Drugi składnik co 17,3599 doby powoduje zaćmienie jaśniejszej gwiazdy, skutkiem czego jest spadek jasności o około 0,1m. Składniki dzieli w przestrzeni odległość zaledwie 0,13–0,27 au (średnio 0,20 au), około połowa odległości Merkurego od Słońca.
Jaśniejsza Alfa Coronae Borealis A to gwiazda o temperaturze około 10 tysięcy kelwinów, 67 razy jaśniejsza od Słońca. Jej promień i masa są 2,7 raza większe niż odpowiednie parametry Słońca. Gwiazda obraca się z prędkością 133 km/s na równiku, co odpowiada okresowi obrotu około 10 dni. Otacza ją dysk pyłowy, podobnie jak Wegę.
Słabszy składnik Alfa Coronae Borealis B to żółty karzeł o masie 0,92 masy Słońca. Emituje on silne promieniowanie rentgenowskie, co wskazuje na dużą aktywność magnetyczną i młody wiek (kilka milionów lat).
Gwiazda należy do tzw. Gromady Wielkiej Niedźwiedzicy – luźnej gromady otwartej zawierającej m.in. pięć jasnych gwiazd Wielkiej Niedźwiedzicy.